# Ingenieurskantoor voor Scheepsbouw
Das Ingenieurskantoor voor Scheepsbouw NV (offizielle Abk.: INKAVOS bzw. IVS) war ein im Juli 1922 gegründetes und in den Niederlanden ansässiges Unternehmen. Die Gründung erfolgte unter Beteiligung der Friedrich Krupp AG aufgrund einer Übereinkunft zwischen dem deutschen Reichsmarineamt in Berlin und der Krupp-Geschäftsführung. Dies erfolgte in der Absicht, über das als Firma eingetragene Ingenieurbüro neben tatsächlichen Schiffsbauentwicklungen in zweiter Linie auch eine Tarnorganisation mit dem Zweck zu betreiben, die deutschen Kenntnisse des Schiffs- und des U-Boot-Baus zu erhalten und weiterzuentwickeln, gemäß der im Hintergrund getroffenen Übereinkunft auch zugunsten der deutschen Reichsmarine. Dieser Weg wurde gewählt, um die Deutschland für die Zeit der Weimarer Republik auferlegten Beschränkungen des am 10. Januar 1920 in Kraft getretenen Versailler Vertrages zu umgehen.

Entwicklung von U-Booten unter Hans Techel

## Geschichte
Das Ingenieurskantoor voor Scheepsbouw NV bezog zuerst einen Firmensitz in ’s-Gravenhage (Den Haag) in einem Büro an der Kreuzung Gedempte Burgwal 1 und Wagenstraat. Mit der maßgeblichen Leitung und den Entwicklungsaufgaben war von 1925 bis 1938 Hans Techel als Direktor der INKAVOS beauftragt, der sich schon früher um den U-Boot-Bau für den Ersten Weltkrieg einen Namen gemacht hatte. Im Jahr 1931 bezog die Ingenieurskantoor voor Scheepsbouw andere Räumlichkeiten am Kneuterdijk 8, ebenfalls in s-Gravenhage.
In schwierigen Zeiten für den zivilen Schiffbau in den 1930er Jahren schlossen sich am 21. November 1934 fünf niederländische Werften zum Nederlandsche Vereenigde Scheepsbouw Bureaux (offizielle Abk.: Nevesbu bzw. NVSB) zusammen und bezogen im Jahr 1936 im gleichen Gebäude neben INKAVOS am Kneuterdijk 8 ihr Planungsbüro. Es entstand eine enge Zusammenarbeit, was auch zur Folge hatte, dass namhafte deutsche Schiffsbauentwickler der INKAVOS auch in den beteiligten Werften des Nevesbu an führenden Stellen tätig wurden. Während des Zweiten Weltkriegs integrierte man das niederländische Nevesbu in die unter deutscher Führung stehende INKAVOS, die ihrerseits bereits in den späten 1930er Jahren Dependancen in Deutschland eröffnete und unterhielt.
Das Unternehmen INKAVOS wurde – soweit es sich nicht selbst aus Aufträgen finanzierte – von der deutschen Marine cofinanziert. Bei INKAVOS handelte es sich um eine wirtschaftlich tätige Arbeitsgemeinschaft zwischen den Werften Vulcan-Werke Hamburg, Stettin Actiengesellschaft (bis 1929), F. Krupp Germaniawerft in Kiel und der Aktien-Gesellschaft „Weser“ in Bremen, sowie in zusätzlicher Beteiligung die „Mentor Bilanz“ aus Berlin, über die auch die Co-Finanzierung erforderlicher Mittel erfolgte. Entwurfs- und Planungsarbeiten wurden auch in den Betrieben dieser beteiligten Werften in Deutschland durchgeführt.
Die Ingenieurskantoor voor Scheepsbouw entwarf auch Konstruktionsmethoden und Bauverfahren, vorrangig war man aber zunächst mit einigen Aufgaben für zivilen Schiffbau befasst, dann aber rasch zunehmend mit dem Schiffbau für militärische Zwecke. Hierbei richtete man das Hauptaugenmerk auf mehrere U-Boot-Typen und auf die Anforderungen aus anderen Ländern.
- Finnland beauftragte nach geheimen deutsch-finnischen Gesprächen ein U-Boot der 500-to-Kategorie, welches dann auf der Crichton-Vulcan-Werft in Turku ab 1929 gebaut wurde. Es waren insgesamt fünf Aufträge für U-Boote, die in Turku gebaut wurden, darunter CV 707, die spätere Vesikko, der Prototyp der deutschen U-Boote der Klasse IIA. Im Jahr 1928 gab Finnland zwei Küstenpanzerschiffe der Kategorie 3.900 to in Auftrag, die ebenfalls in Turku gebaut wurden.
- INKAVOS lieferte auch für die Niederlande Entwürfe für den Bau des 1932 bei der Werft Wilton-Fijenoord bestellten und 1936 in Dienst gestellten Leichten Kreuzers De Ruyter.
- Eine Anfrage der portugiesischen Marine nach Fregatten und Unterseebooten führte im Jahr 1930 nicht nur zu einem internationalen Wettbewerb, sondern auch zum Wettbewerb zwischen INKAVOS und Nevesbu; allerdings sollte der Auftrag nicht geteilt werden.
- In einem Auftrag aus Schweden wurden drei U-Boote einer 500-to-Kategorie entwickelt: Delfinen (Indienststellung 20. Dezember 1934), Nordkaparen (Indienststellung 9. Februar 1935) und Springaren (Indienststellung 27. April 1935).
- Für die Sowjetunion entwarf man die S-Klasse (Stalinez-Klasse) wie das U-Boot S-13, das in der Werft Krasnoje Sormowo in Gorki gebaut und 1941 in Dienst gestellt wurde.
- Für die Türkei wurden zwei U-Boote einer Klasse von 505 to Wasserverdrängung entworfen, ab 1925 auf der Werft Fijenoord gebaut und 1928 ausgeliefert. An die Türkei wurde das von INKAVOS entwickelte 750-to-U-Boot für den atlantischen Einsatz ab 1929 geplant und über den baskischen Werft-Unternehmer Horacio Echevarrieta im spanischen Cádiz gebaut. Es wurde als Gür 1935 an die Türkei verkauft.

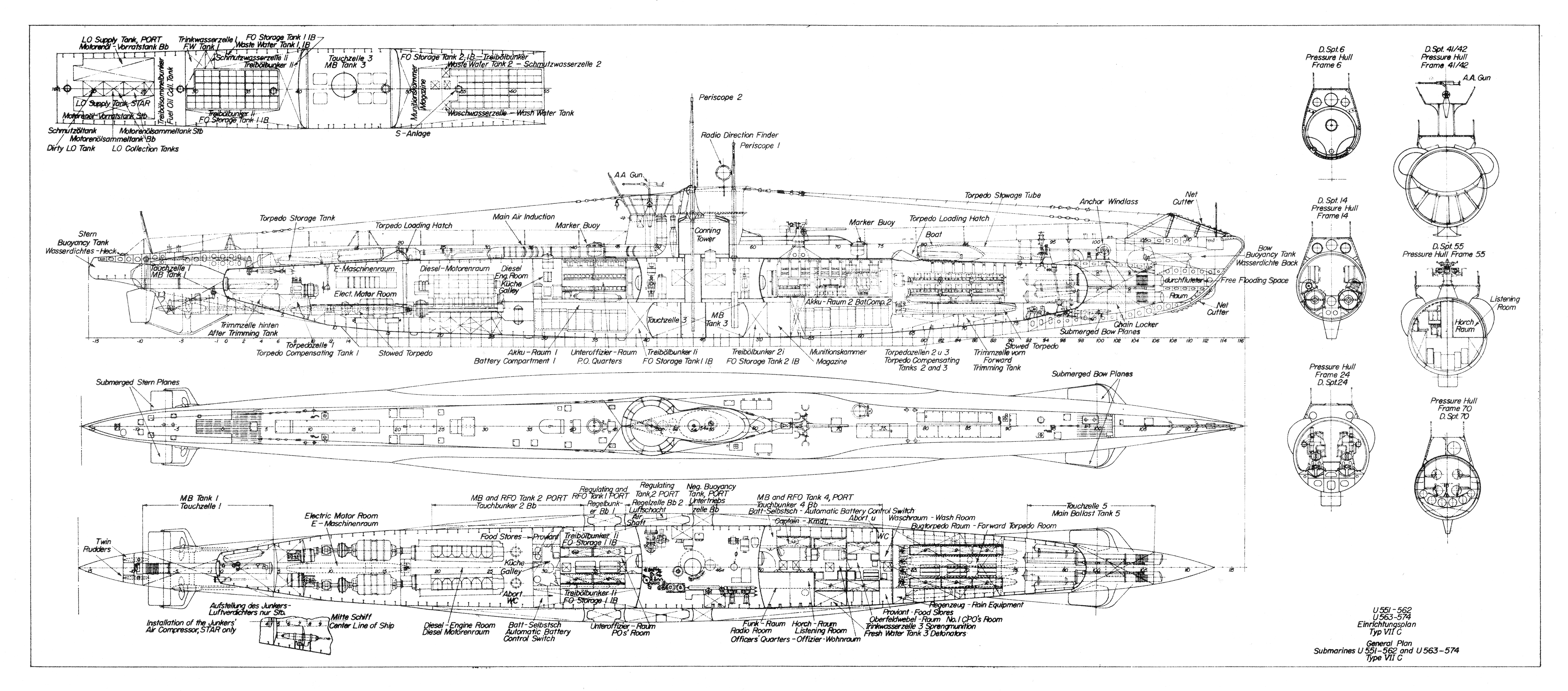
Rekonstruierte Schnittzeichnung U-Boot-Klasse VII

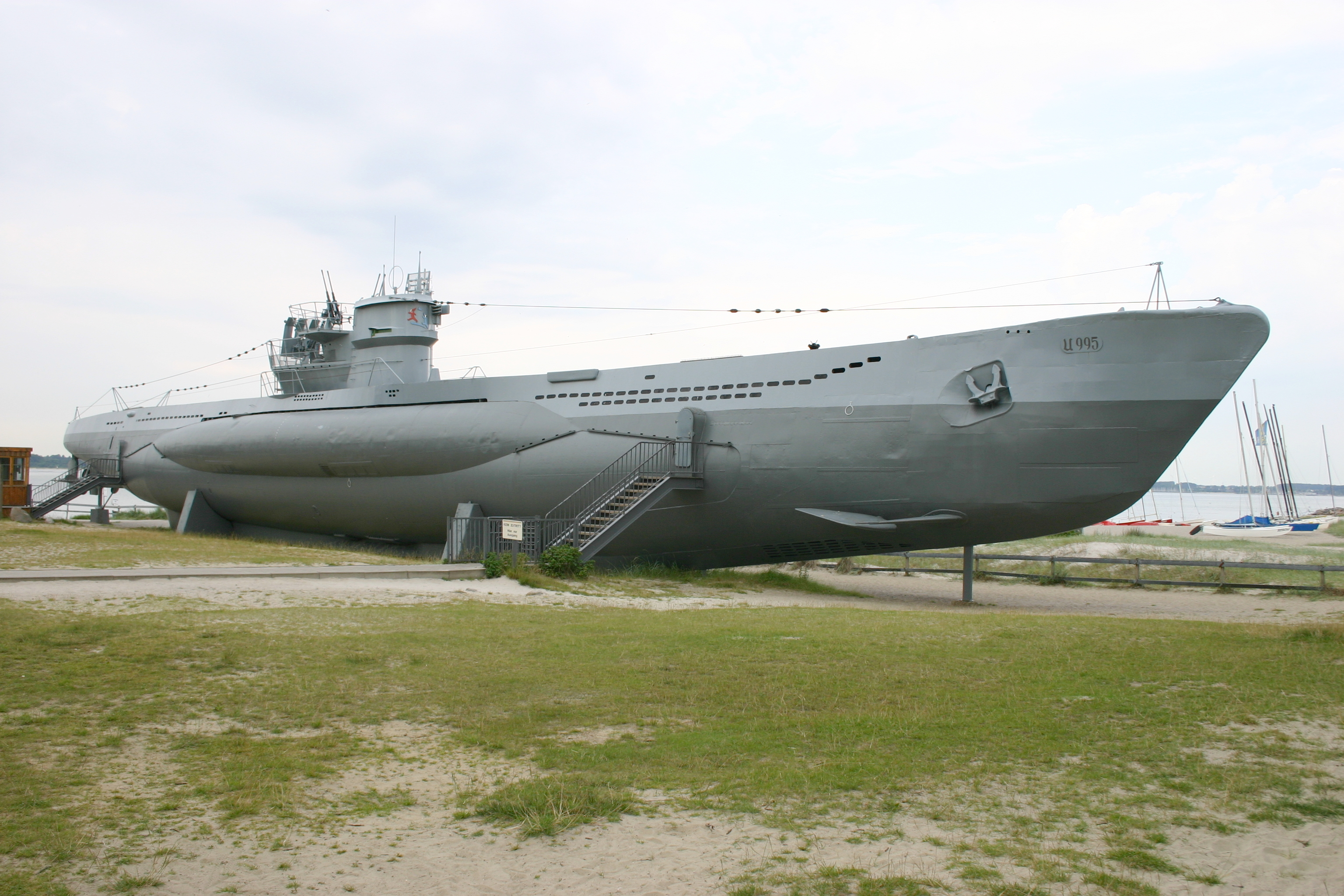
U-Boot der Klasse VII (Variante VII-C)

Neben dem Nutzen, den man aus solchen Planungen und Projektierungen fremder Aufträge zog, war man bei der Ingenieurskantoor voor Scheepsbouw auch mit der Entwicklung der Prototypen für die deutsche U-Boot-Klasse II und U-Boot-Klasse VII beschäftigt. In der Ausbildung, der Auswahl der Besatzung und bei Testläufen waren Deutsche an allen Entwicklungen beteiligt und gewannen so Betriebserfahrungen mit den neuen U-Booten für alle Auftraggeber aus erster Hand. 
Am 15. November 1932 nahm die Reichsregierung (Kabinett Schleicher) einen Flottenaufbauplan an, der auch Flugzeuge, einen Flugzeugträger und U-Boote enthielt, also Waffensysteme, die die deutschen Streitkräfte laut Versailler Vertrag nicht haben durften. 
Nach der Machtergreifung des NS-Regimes im Januar 1933 begann die Kriegsmarine (vom  1. Januar 1921 bis zum 31. Mai 1935 hieß sie Reichsmarine) etwa ab 1936 auch mit dem Aufbau einer eigenen U-Boot-Flotte. Die Schulung vollständiger Besatzungen begann 1933 in Kiel-Wik an der U-Boot-Abwehrschule und 1935 an der U-Bootschule.
Die letzten Entwicklungsaufträge für Ingenieurskantoor voor Scheepsbouw kamen 1942 aus Rumänien für die Unterseeboote Rechinul und Marsuinul. Nach Abwicklung dieser Aufträge kehrten die INKAVOS-Mitarbeiter nach Deutschland zurück.
Diese Auflistung von Entwicklungsaufträgen ist laut NIMH (Nederlands Instituut voor Militaire Historie) vermutlich nicht vollständig, da seitens der ehemaligen INKAVOS nicht alle Planungsunterlagen komplett zur Verfügung stehen.
Die INKAVOS wurde nach Kriegsende von niederländischen Behörden abgewickelt.
Es ist ungeklärt, was dabei auf das Nederlandsche Vereenigde Scheepsbouw Bureaux (Nevesbu bzw. NVSB) überging.